# Фогель, Зигмунт
Зигмунт Фо́гель известный как Пташек (пол. Zygmunt Vogel; 15 июня 1764, Волчин (ныне Каменецкий район Белоруссии) — 20 апреля 1826, Варшава) — польский художник, график, пейзажист, педагог.

## Биография
Родился в семье кухмистра князя Фредерика Михала Чарторыйского. В связи с тем, что Зигмунт Фогель рано лишился родителей, опеку над ним взял на себя князь, занявшийся его образованием и устройством. По протекции графа Станислава Костки Потоцкого З. Фогель в 1780 году был принят в королевскую школу живописи в Варшаве. Во время учёбы на него оказало сильное влияние творчество мастера городского пейзажа, художника Б. Беллотто. Именно с этого времени, основной темой его работ стало изображение архитектурных сооружений, городских видов и пейзажей. При создании своих полотен Фогель почти не пользовался масляными красками, работая акварелью, тушью и карандашом.
С 1787 года по заданию короля Станислава Августа Понятовского, он совершил ряд поездок по стране, собирая исторические данные и выполняя зарисовки руин замков, видов городов, дворцов и жилых домов. За время этих поездок художник подготовил альбом из 63 акварелей и рисунков. В настоящее время написанные им картины обладают не только художественной, но и большой документально-исторической ценностью. Часть работ Зигмунта Фогеля была опубликованы в виде офортов Я. З. Фреем.
В 1808—1826 г. Фогель работал учителем рисования в Варшавском лицее, жил во дворце Красиньских на Краковском предместье Варшавы рядом с Варшавским университетом и Академией изящных искусств.
Пользуясь популярностью и будучи земляком, был приближен к королю Понятовскому. Посещал устраиваемые королём еженедельные четверговые обеды столичных интеллектуалов.
После отъезда короля Понятовского в Санкт-Петербург, работал преподавателем Варшавского лицея, а с 1817 г. возглавил кафедру перспективы Департамента изящных искусств Варшавского университета.
Похоронен на лютеранском кладбище Варшавы.
- Костёл Вознесения Господня в Вильно
- Детинец замка в Казимеже-Дольном
- Вид барбакана и Флорианских ворот Кракова с обозом казацкого табора
- Костёл Св. Анны в Вильно
- Вилянувский дворец